# لئون پولیاکوف

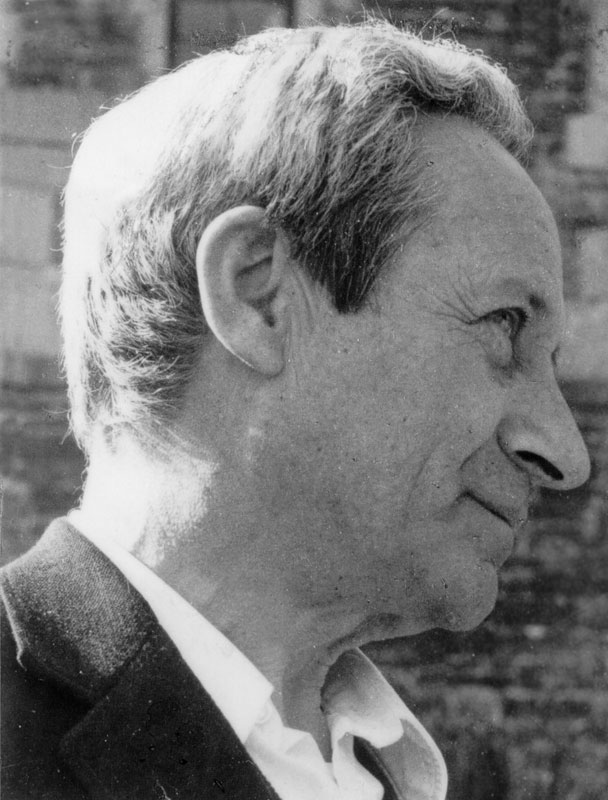
لئون پولیاکوف

لئون پولیاکوف  (به روسی:Лев Поляков؛ ۲۵ نوامبر ۱۹۱۰–۸ دسامبر ۱۹۹۷) نویسنده و پژوهشگر روسی است.
پولیاکوف یهودی متولد روسیه است که در کشورهای ایتالیا، آلمان و فرانسه زندگی کرده است. وی از نویسندگان برجسته پسااستعماری و نویسنده کتاب «افسانه آریایی: تاریخ نژادپرستی و ملی‌گرایی در اروپا» (به انگلیسی: The Aryan Myth: A History of Racist and Nationalistic Ideas In Europe) است. او در این کتاب از چگونگی ساخت نظریه نژادی برای مفهوم آریا پرده بر می‌دارد و نشان می‌دهد که چگونه استعمارگران در سده نوزدهم میلادی برای بسط سلطه به ساخت چنین نظریه‌ای روی آوردند و آن را در غرب و شرق و به‌ویژه در هند و ایران توسعه دادند.
کتاب «افسانه آریایی» را مؤلف به دو زبان انگلیسی و فرانسه نوشته شده است.

## آثار
- کتاب نفرت: برداشت نفرت، رایش سوم و یهودیان. کالمن-لوی. شابک 978-2-7021-5174-7. OCLC 897450164. ، ترجمه شده در سال 1956 به عنوان برداشت نفرت: برنامه نازی ها برای نابودی یهودیان در اروپا
- تاریخ یهودستیزی: از زمان مسیح تا دربار یهودیان (orig. 1955; this tr. 1966; repr. انتشارات دانشگاه پنسیلوانیا، 2003) شابک 0-8122-1863-9
- تاریخ یهودستیزی : از محمد تا مارانوس (orig. 1961; tr. 1973; repr. انتشارات دانشگاه پنسیلوانیا، ۲۰۰۳) شابک ۰-۸۱۲۲-۱۸۶۴-۷، شابک ۰-۸۱۲۲-۳۷۶۷-۶
- تاریخ یهودستیزی : از ولتر تا واگنر (orig. ۱۹۶۸؛ tr. ۱۹۷۵؛ repr. انتشارات دانشگاه پنسیلوانیا، 2003) [پیش نمایش در Google Books ISBN 0-8122-1865-5
- تاریخ یهودستیزی : اروپای خودکشی. 1870-1933 (orig. 1977; tr. 1984; repr. انتشارات دانشگاه پنسیلوانیا، 2003) [پیش نمایش در Google Books ISBN 0-8122-3769-2
- اسطوره آریایی: تاریخچه ایده های نژادپرستی و ناسیونالیستی در اروپا (بارنز و نوبل بوکز (۱۹۹۶)) شابک ۰-۷۶۰۷-۰۰۳۴-۶
- یهودیان تحت اشغال ایتالیا (با همکاری ژاک سابیل) (هاوارد فرتیگ؛ چاپ اول آمریکایی (دسامبر، ۱۹۸۳)) شابک ۰-۸۶۵۲۷-۳۴۴-۸